# Lucas Bachelier
Lucas Bachelier (Francia, 26 de marzo de 1995) es un jugador profesional francés de rugby que se desempeña en la posición de ala abierto en Union Sportive Arlequins Perpignanais, equipo perteneciente a la liga Top 14.

## Carrera
Bachelier es un jugador de formación francesa (JIFF). Comenzó su carrera deportiva con el equipo Union Sportive Arlequins Perpignanais, donde lleva jugando diez temporadas.